# Der Fuchs und der Storch

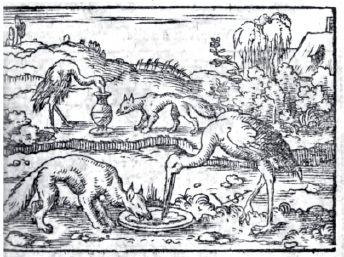
Isaac Nicolas Nevelet, Illustration zu La Cigogne et le Renard in Mythologia Aesopica (1610)

Der Fuchs und der Storch ist eine Fabel, die dem griechischen Fabeldichter Äsop zugeschrieben wird. Sie ist über Griechenland hinaus auch im russischen, schwedischen und finnischen Sprachraum bekannt.

## Inhalt
Der Fuchs lud einst den Storch zum Essen ein. Von den flachen Tellern des Fuchses konnte der Storch die Brühe jedoch nicht aufnehmen, sein Schnabel war ihm im Weg. So konnte der Fuchs alles auslecken, der Storch blieb hungrig zurück.
Ein weiteres Mal lud nun wiederum der Storch den Fuchs zum Essen ein. Er roch die feinen Speisen und das gute Fleisch. Doch erreichen konnte er sie nicht. Der Storch hatte sie in langhalsigen Flaschen serviert. Der Fuchs blieb hungrig zurück.
Äsop nennt die Moral, die als goldene Regel gilt: Was du nicht willst, dass man dir tu’, das füg’ auch keinem anderen zu.

## Varianten
Eine russische Version der Fabel erhielt im Deutschen den Titel Fuchs und Kranich (AT 60). Sie wurde im 19. Jh. im Gouvernement Twer aufgezeichnet und entstammt dem Werk Russische Volksmärchen von Alexander Nikolajewitsch Afanassjew, wo sie im ersten Band an Stelle Nr. 33 steht.
In einer schwedischen Variante, die von Olof Petter Pettersson stammt (Nr. 10), der sie in Lappland aufzeichnete, ist es der Kranich, der aus Angst vor der Gefräßigkeit des Fuchses die Sahne in ein tiefes Butterfass schüttet, sodass der Fuchs kaum herankommt, der Kranich mit seinem langen Hals jedoch schon. Beim Fuchs zu Hause serviert dieser die Sahne dann auf einer großen Steinplatte, wodurch der Kranich leer ausgeht. Im Deutschen bekam sie den Titel Wie der Kranich und der Fuchs einander bewirteten. Die Geschichte ist in Skandinavien ziemlich häufig anzutreffen. Schon eine schwedische Vignette in einem Rechtstext aus dem Jahr 1440 zeigt diese Szene. Die sehr ähnliche griechische Variante von Georgios A. Megas entstammt der Sammlung Sp. Anagnostus (Lesbos 1901), die im Laographischen Archiv der Akademie Athen hinterlegt ist. Ins Deutsche wurde sie mit Der Fuchs und der Storch übersetzt. Die Fabel ist auch Teil eines finnischen Märchens von Kaarle Krohn, das eine untypische Zusammenstellung verschiedener Fuchsmärchen darstellt, da Der Fuchs und der Storch normalerweise nicht mit anderen Fuchsmärchen verbunden wird (siehe auch Der Fuchs im Märchen). Die Zusammenstellung erhielt im Deutschen den Titel Der Wolf, der Fuchs und der Kranich.

## Rezeption
Auch Phaedrus und Jean de La Fontaine nahmen die Fabel in ihre Fabel-Sammlungen auf. Marc Chagall illustrierte die Fabel zu La Fontaines Text. Auch Leo Tolstoi schrieb die Fabel ins Russische um.
Die Springbrunnen im Labyrinth von Versailles wurden zwischen 1672 und 1681 nach Fabeln von La Fontaine und Äsops Fabeln gestaltet, einer dieser Brunnen ist mittlerweile zerstört. Auch nach der Fabel vom Fuchs und vom Storch war einer dieser Brunnen gestaltet.